# Sicarius fumosus
Sicarius fumosus là một loài nhện trong họ Sicariidae. S. fumosus được miêu tả năm 1849 bởi Nicolet.